# Paramoti
Paramoti est une municipalité brésilienne de l’État du Ceará. En 2010, elle compte 11 308 habitants.